# Sportvagns-VM 1971
Sportvagns-VM 1971 vanns av Porsche.

## Delsegrare
| Bana            | Vinnare                           | Märke      |
| --------------- | --------------------------------- | ---------- |
| Buenos Aires    | Jo Siffert Derek Bell             | Porsche    |
| Daytona         | Pedro Rodríguez Jackie Oliver     | Porsche    |
| Sebring         | Vic Elford Gérard Larrousse       | Porsche    |
| Brands Hatch    | Andrea de Adamich Henri Pescarolo | Alfa Romeo |
| Monza           | Pedro Rodríguez Jackie Oliver     | Porsche    |
| Spa             | Pedro Rodríguez Jackie Oliver     | Porsche    |
| Targa Florio    | Nino Vaccarella Toine Hezemans    | Alfa Romeo |
| Nürburgring     | Vic Elford Gérard Larrousse       | Porsche    |
| Le Mans         | Helmut Marko Gijs van Lennep      | Porsche    |
| Zeltweg 1000 km | Pedro Rodríguez Richard Attwood   | Porsche    |
| Watkins Glen    | Andrea de Adamich Ronnie Peterson | Alfa Romeo |

## Märkes-VM
| Plats | Märke      | Poäng |
| ----- | ---------- | ----- |
| 1     | Porsche    | 72    |
| 2     | Alfa Romeo | 51    |
| 3     | Ferrari    | 26    |
| 4     | Lola       | 5     |
| 5     | Chevrolet  | 5     |